# Hubertusgraben (Leitenbach)
Der Hubertusgraben ist ein gut ein Kilometer langer Bach im unterfränkischen Landkreis Würzburg, der von rechts in den Leitenbach mündet.

## Geographie

### Verlauf
Der Hubertusgraben entspringt auf dem Gebiet der Gemeinde Remlingen auf einer Höhe von 260 m ü. NHN knapp einen Kilometer südöstlich des als Ortsteil zur Gemeinde Erlenbach bei Marktheidenfeld Dorfes Tiefenthal und ungefähr gut einen Kilometer westlich des Markts Remlingen. Seine nur intermittierend wasserführende Quelle liegt am Südwestfuß des Hügels Auf der Schneide, am westlichen Fuß eines namenlosen 295 m hohen Hügels und am Ostfuß des 306 m hohen Husarenbergs in einem Feld direkt südlich der B 8, die dort auch die Bezeichnung Würzburger Straße trägt.
Er fließt zunächst als stark begradigter Wassergraben und auf seiner linken Seite von einem Feldweg begleitet, südostwärts durch die Felder und Wiesen des namensgleichen Grabens.
Er zieht dabei im Flurbereich Gutlage an mesophilen Gebüschen und Streuobstbeständen vorbei, unterquert noch einen Wanderweg und mündet schließlich auf einer Höhe von 260 m ü. NHN knapp 800 Meter südwestlich von Remlingen von rechts in den von dort kommenden Leitenbach.
Sein 1,29 km langer Lauf endet ungefähr 20 Höhenmeter unterhalb seiner Quelle, er hat somit ein mittleres Sohlgefälle von etwa 16 ‰.

### Einzugsgebiet
Das 1,46 km² große Einzugsgebiet des Hubertusgrabens liegt im Naturraum Marktheidenfelder Platte und wird durch ihn über den Leitenbach, den Aalbach, den Main und den Rhein zur Nordsee entwässert.
Es grenzt
- im Osten an das Einzugsgebiet des  Wittengrabens, der in den Leinacher Bach mündet;
- im Südosten an das des Leinacher Bachs direkt;
- im Westen an das des Biengrabens, der in den Aalbach mündet und
- im Norden an das des Erlenbachs, der in den Main mündet.

Im Einzugsgebiet dominieren landwirtschaftliche Nutzflächen.
Die höchste Erhebung ist der Hügel Auf der Schneide mit einer Höhe von 313 m ü. NHN im Nordosten des Einzugsgebiets.

### Flusssystem Aalbach
- Fließgewässer im Flusssystem Aalbach